# Nichola Burley
Nichola Ann Burley (Leeds, 26 dicembre 1986) è un'attrice inglese.
Nota soprattutto per aver partecipato ai film StreetDance 3D (2010), Donkey Punch (2008) e Jump, è anche ballerina: ha studiato danza alla Walton School of Theatre Dance di Leeds, sua città natale.

## Filmografia

### Cinema
- Love + Hate, regia di Dominic Savage (2005)
- Born Equal, regia di Dominic Savage (2006)
- Donkey Punch, regia di Olly Blackburn (2008)
- Kicks, regia di Lindy Heymann (2009)
- StreetDance 3D, regia di Max Giwa e Dania Pasquini (2010)
- SoulBoy, regia di Shimmy Marcus (2010)
- Edge, regia di Carol Morley (2010)
- StreetDance: The Moves, regia di Tracey Larcombe (2010)
- Guarding Angel, regia di Arron Sheekey (2011)
- Cime tempestose (Wuthering Heights), regia di Andrea Arnold (2011)
- Supermarket Girl, regia di Matt Greenhalgh (2011)
- R, regia di Doyle Hooper (2011)
- Payback Season, regia di Danny Donnelly (2012)
- Jump, regia di Kieron J. Walsh (2012)
- Twenty8k, regia di David Kew e Neil Thompson (2012)
- Il superstite (For Those in Peril), regia di Paul Wright (2013)
- Catch Me Daddy, regia di Daniel Wolfe (2014)
- The Rack Pack, regia di Brian Welsh (2016)

### Televisione
- The Ghost Squad – serie TV, episodio 1x03 (2005)
- Shameless – serie TV, episodio 3x06 (2006)
- Goldplated – serie TV, 8 episodi (2006)
- Drop Dead Gorgeous – serie TV, 7 episodi (2006-2007)
- Spooks: Code 9 – serie TV, episodio 1x3 (2008)
- L'ispettore Gently (Inspector George Gently) – serie TV, episodio 2x02 (2009)
- The Fixer – serie TV, episodi 2x01-2x02 (2009)
- Lewis – serie TV, episodio 5x03 (2011)
- Candy Cabs – serie TV, episodi 1x01-1x02-1x03 (2011)
- Scott & Bailey – serie TV, episodio 1x03 (2011)
- The Syndicate – serie TV, episodi 2x03-2x04-2x05 (2013)
- Southcliffe – serie TV, episodi 1x02-1x03 (2013)
- I misteri di Pemberley (Death Comes to Pemberley) – miniserie TV, 3 puntate (2013)
- No Offence – serie TV, episodio 1x05 (2015)
- Downton Abbey – serie TV, episodio 6x01 (2015)
- Dietro i suoi occhi (Behind Her Eyes) – miniserie TV, episodi 1x1-1x3-1x5 (2021)